# روبرتو کارلوس (بازیکن فوتبال اسپانیا)
روبرتو کارلوس (انگلیسی: Roberto Carlos؛ زادهٔ ۳۱ اوت ۱۹۸۲) بازیکن فوتبال اهل اسپانیا است.
از باشگاه‌هایی که در آن بازی کرده‌است می‌توان به باشگاه ورزشی تنریف اشاره کرد.